# Càmera compacta
Càmera compacta o càmera d'apuntar o disparar és un terme que s'usa per a designar una càmera fotogràfica senzilla amb un objectiu que no és desmuntable. Les càmeres compactes solen ser més senzilles de fer servir que les càmeres reflex i més econòmiques.

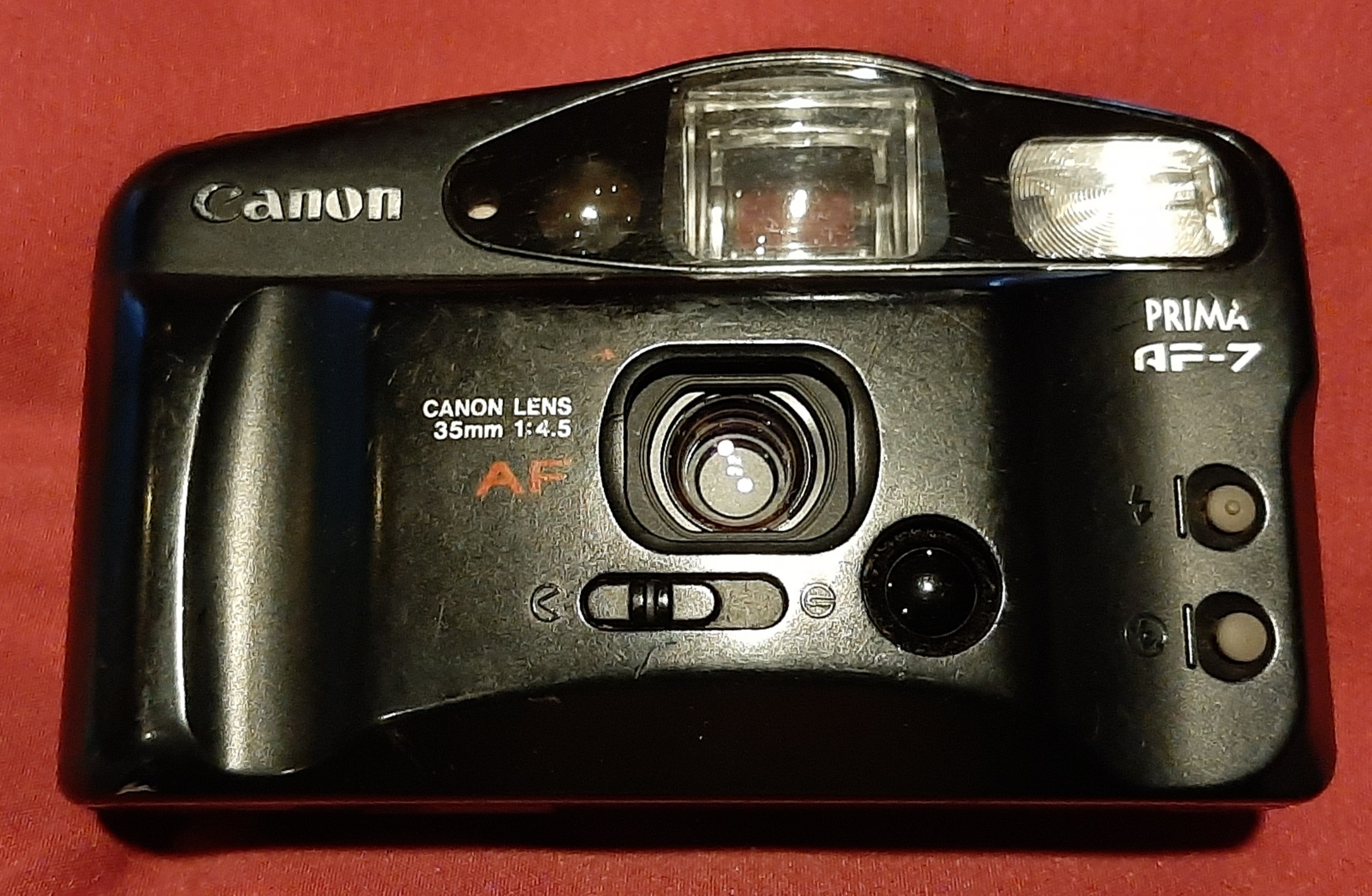
Canon Prima AF-7 35mm film camera.jpg

Normalment, la seva funcionalitat està limitada en comparació amb les reflex, tot i que solen ser més lleugeres i fàcils de transportar, fet que les fa ideals per portar-les de viatge. Tanmateix, al ser de menor mida que les rèflex tenen un sensor d'imatge integrat més petit, fet que dona a les imatges menor qualitat.
La majoria de les càmeres compactes utilitzen objectius de focus fix o focus automàtic, sistemes automàtics per ajustar les opcions d'exposició, i tenen l'element del flaix incorporat. Així mateix, la majoria d'aquestes càmeres fan ús de petits sensors d'imatges d'1/2.3", però des de 2008, poques càmeres de lents no intercanviables empren un sensor més gran com ara 1" i fins i tot APS-C, com la sèrie Fujifilm X100, o format de fotograma complet com la sèrie Sony Cyber-shot DSC-RX1. Aquestes prioritzen intel·ligència Auto, tot i que algunes càmeres d'apuntar i disparar tenen PASM (Program, Aperture priority, Shutter priority, and Manual modes o Programa, Prioritat d'apertura, Prioritat de disparament, i Manual de Modes) en el dial de mode, el format d'imatge raw, i al sòcol d'accessoris. Cap d'aquestes tenen lents intercanviables, però algunes presenten un muntatge de lent secundari. La majoria de les càmeres comapctes amb súper zoom tenen entre 30x i 60x de zoom òptic, tot i que altres tenen un zoom encara més zoom i pesen menys de 300 grams, com les bridge càmeres o DSLRs.
La popularitat de les càmeres compactes es va veu reflectida en la fotografia vernàcula de persones que no es consideren a si mateixes fotògrafes, però que volen càmeres fàcils de fer servir per instantànies de vacances, festes, reunions i altres esdeveniments.
Per finalitzar, les càmeres compactes han sigut, amb diferència, el tipus de càmeres independents més venudes, sense comptar les càmeres dels telèfons mòbils. Amb tot, la seva venda va decaure el 2010 quan els smartphones les van superar en els seus usos. Per superar l'enfonsament del mercat, els fabricadors de càmeres compactes van començar a fer models més complets amb un cos de metall amb més estil

## Comparació amb les Càmeres Rèflex Analògiques (SRL)
Les càmeres compactes es diferèncien en varis aspectes pel que fa a les càmeres rèflex analògiques: les càmeres compactes i moltes altres digitals utilitzen un visor. La imatge que el fotògraf veu no és la mateixa que passa per les lents primàries de la càmera. En comptes d'això, la imatge en el visor passa a través d'una lent separada. Les càmeres rèflex analògiques, d'altra banda, només tenen una lent, i un mirall desvia la imatge de la lent cap al visor; llavors aquest mirall es retrau quan es fa la foto perquè la imatge es pugui gravar a la pel·lícula o al sensor. Amb aquest mecanisme, les imatges no es poden previsualitzar a les pantalles LCD de la majoria de reflex digitals (DSLR). Alguns fabricants han trobat una manera d'evitar aquesta limitació, sovint dividint la imatge en dos just abans d'arribar a l'ocular del visor. Una imatge entra al visor i l'altra entra a un sensor d'imatge de baixa resolució per permetre la mesura de la llum o la visualització prèvia a la pantalla LCD, o ambdues.
Les càmeres digitals comparteixen un avantatge amb el disseny d'una SRL, doncs la imatge de visualització passa per l'objectiu, no per un visor independent. Les càmeres de lents intercanviables sense mirall (càmeres MILC) no tenen mirall, però es poden utilitzar de moltes maneres igual que les DSLR. Moltes imatges digitals més petites de la dècada de 2010 ometen el visor i només usen la pantalla.
Amb les càmeres SRL, és important que la imatge del visor sigui la mateixa que la gravada en la pel·lícula o sensor, per tal que el fotògraf pugui veure les lents i els filtres addicionals.
Les càmeres petites, incloent les digitals, afavoreixen l'aparició d'orbes fotogràfics- inesperats, normalment artefactes circulars que succeeixen en la fotografia amb flaix - on la curta distància entre les lents i el flaix integrat disminueix l'angle de reflexió de la llum a la lent. La retroreflexió resultant fa que les partícules de pols siguin brillants i visibles.

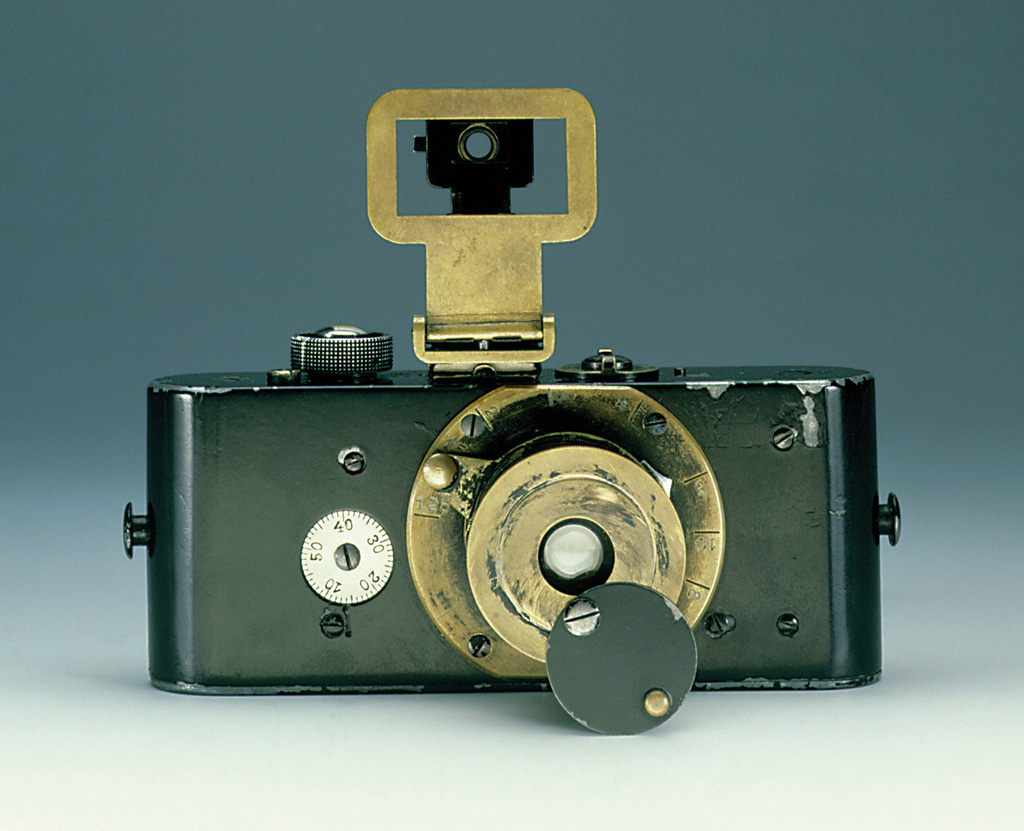
primera càmara compacta, batejada com a càmera liliputiense i coneguda també com Ur Leica, creada per Oskar Barnack al 1914.

## Història
La reducció del format de la pel·lícula fotogràfica fins als 35 mil·límetres i l'evolució dels objectius van fer possible l'aparició de càmeres cada cop més petites i manejables, fins a l'aparició de la primera càmera autènticament portàtil, el model anomenat Ur, dissenyat el 1941 per Oscar Barnack. La seva introducció al mercat va donar nom a la companyia Leica a partir de la conjunció de les paraules: Leitz i Camera.

## Tipologia
Les càmeres de pel·lícula d'apuntar i disparar de gamma baixa són similars a les càmeres d'un sol ús, però es poden tornar a carregar. Aquestes càmeres tenen lents sense focus, amb obertures fixes. Poden tenir o no un mesurador de llum. La majoria tenen una roda o palanca per avançar la pel·lícula i armar l'obturador, i una manivela per tornar la pel·lícula al recipient per descarregar-la. A causa de les obertures fixes, els models amb flaix no tenen manera de controlar l'exposició des del flaix. Per tant, les imatges amb flaix s'han de fer a una distància reduïda del subjecte.
Els models avançats utilitzen l'enfocament automàtic i tenen obertures variables. Tots tenen mesuradors de llum. Utilitzen motors elèctrics per avançar i rebobinar la pel·lícula. Són molt més versàtils que els models de gamma baixa. També és probable que tinguin lents de zoom, sistemes d'enfocament automàtic més avançats, sistemes d'exposició amb controls manuals, obertures més grans i lents més nítides. Poden tenir làmpades especials o sistemes de pre-flash dissenyats per reduir els ulls vermells a les imatges amb flaix de persones.
Les càmeres compactes superzoom o les càmeres amb zoom de viatge tenen un zoom de fins a 30x, un zoom encara més curt que les càmeres pont actuals, però més compactes que les voluminoses càmeres pont amb forma DSLR, i ambdues solen utilitzar un sensor d'1/2,3".
- Compacta de 35 mm.
- APS
- Càmeres digitals

## Tipus de pel·lícula
La majoria de les imatges capturades en càmeres compactes fetes després de finals de la dècada de 1980 utilitzen pel·lícules de 35 mm. Les innovacions clau que van fer possibles les càmeres compactes de 35 mm van ser la càrrega automàtica de pel·lícules i l'avanç i el rebobinat automàtics. La pel·lícula Advanced Photo System va ser lleugerament popular a la dècada de 1990. La pel·lícula 126 també va ser popular durant la dècada de 1970.

## Caiguda de vendes
Segons el Grup NPD, fins a finals de novembre de 2011, les càmeres compactes van representar el 44% de les fotos, una baixada respecte al 52% del 2010, mentre que els smartphones equipats amb càmeres van fer el 27% de les fotos el 2011, un 17%. Les vendes totals per unitats de tota mena de càmeres compactes van disminuir un 17% interanualment, però van augmentar un 16% per a les càmeres amb zoom òptic superior a 10x. A finals de 2012, més d'una marca va oferir càmeres compactes amb superzoom òptic de 24x com a compensació de la disminució de les vendes i, en anys posteriors, els zooms més grans es van fer habituals. Paral·lelament a l'augment de les vendes del smartphones, les vendes de càmeres més avançades com les SLR també van augmentar, a costa de les compactes.
Les vendes de les càmeres compactes van disminuir al voltant d'un 40% en el 2013, sobretot les de les càmeres més econòmiques. Fujifilm i Olympos van parar de fabricar càmeres compactes de gamma baixa se centraren en les de mitja gamma i gamma alta de preus més alts.
La distribució de les càmeres compactes es va reduir a 12 milions en el 2016, només una desena part del màxim nombre venut en 2008.